# 我孫子二階堂高等学校
我孫子二階堂高等学校（あびこにかいどうこうとうがっこう）は、千葉県我孫子市久寺家にある私立高等学校。日本女子体育大学付属校。かつては女子校であったが、現在は共学化されている。付属施設に二階堂幼稚園がある。略称は「我孫二」（あびに）。

## 運営法人
- 学校法人二階堂学園

## 設置学科
- 全日制課程 普通科（単位制）

## 沿革
- 1967年（昭和42年）3月 - 認可
- 2002年（平成14年）4月 - 男女共学となり、単位制に移行する

## 主な卒業生
- 杉浦未幸（タレント、元おニャン子クラブ）